# Greatest Hits (Aqua-album)
Greatest Hits er Aquas andet greatest hits, som blev udgivet den 15. juni 2009 i Danmark, Norge og Sverige. Det indeholder 16 gamle sange og tre nye "Back to the 80's", "My Mamma Said" og "Live Fast – Die Young".
Der findes også en special edition af albummet, hvor sangen Spin me a Christmas er på, og hvor en dvd udgave af deres Live-optræden fra Tivoli fra sommeren 2009 også er inkluderet.

## Spor
1. Back to the 80's – 3:44
2. My Mamma Said  – 3:37
3. Live Fast – Die Young  – 3:03
4. Happy Boys & Girls  – 3:34
5. Barbie Girl  – 3:15
6. Around the World  – 3:29
7. Doctor Jones  – 3:22
8. Aquarius  – 4:21
9. Cuba Libre  – 3:35
10. Lollipop (Candyman)  – 3:35
11. Cartoon Heroes (Radio Edit)  – 3:39
12. Be a Man  – 4:21
13. My Oh My  – 3:23
14. Freaky Friday  – 3:44
15. We Belong to the Sea  – 4:17
16. Roses are Red  – 3:42
17. Halloween  – 3:49
18. Turn Back Time  – 4:07
19. Goodbye to the Circus  – 3:59